# Geoff Walker
Geoff Walker (Beaverlodge, 28 de noviembre de 1985) es un deportista canadiense que compite en curling.
Participó en los Juegos Olímpicos de Pekín 2022, obteniendo una medalla de bronce en la prueba masculina.
Ganó cinco medallas en el Campeonato Mundial de Curling entre los años 2017 y 2024, y dos medallas de oro en el Campeonato Pan Continental de Curling Masculino, en los años 2022 y 2023.

## Palmarés internacional
| Juegos Olímpicos           | Juegos Olímpicos           | Juegos Olímpicos  | Juegos Olímpicos |
| Año                        | Lugar                      | Medalla           | Prueba           |
| -------------------------- | -------------------------- | ----------------- | ---------------- |
| 2022                       | Pekín (China)              | Medalla de bronce | Equipo           |
| Campeonato Mundial         |                            |                   |                  |
| Año                        | Lugar                      | Medalla           | Prueba           |
| 2017                       | Edmonton (Canadá)          | Medalla de oro    | Equipo           |
| 2018                       | Las Vegas (Estados Unidos) | Medalla de plata  | Equipo           |
| 2022                       | Las Vegas (Canadá)         | Medalla de plata  | Equipo           |
| 2023                       | Ottawa (Canadá)            | Medalla de plata  | Equipo           |
| 2024                       | Schaffhausen (Suiza)       | Medalla de plata  | Equipo           |
| Campeonato Pan Continental |                            |                   |                  |
| Año                        | Lugar                      | Medalla           | Prueba           |
| 2022                       | Calgary (Canadá)           | Medalla de oro    | Equipo           |
| 2023                       | Kelowna (Canadá)           | Medalla de oro    | Equipo           |